# ダッグ・アウト (シェルター)

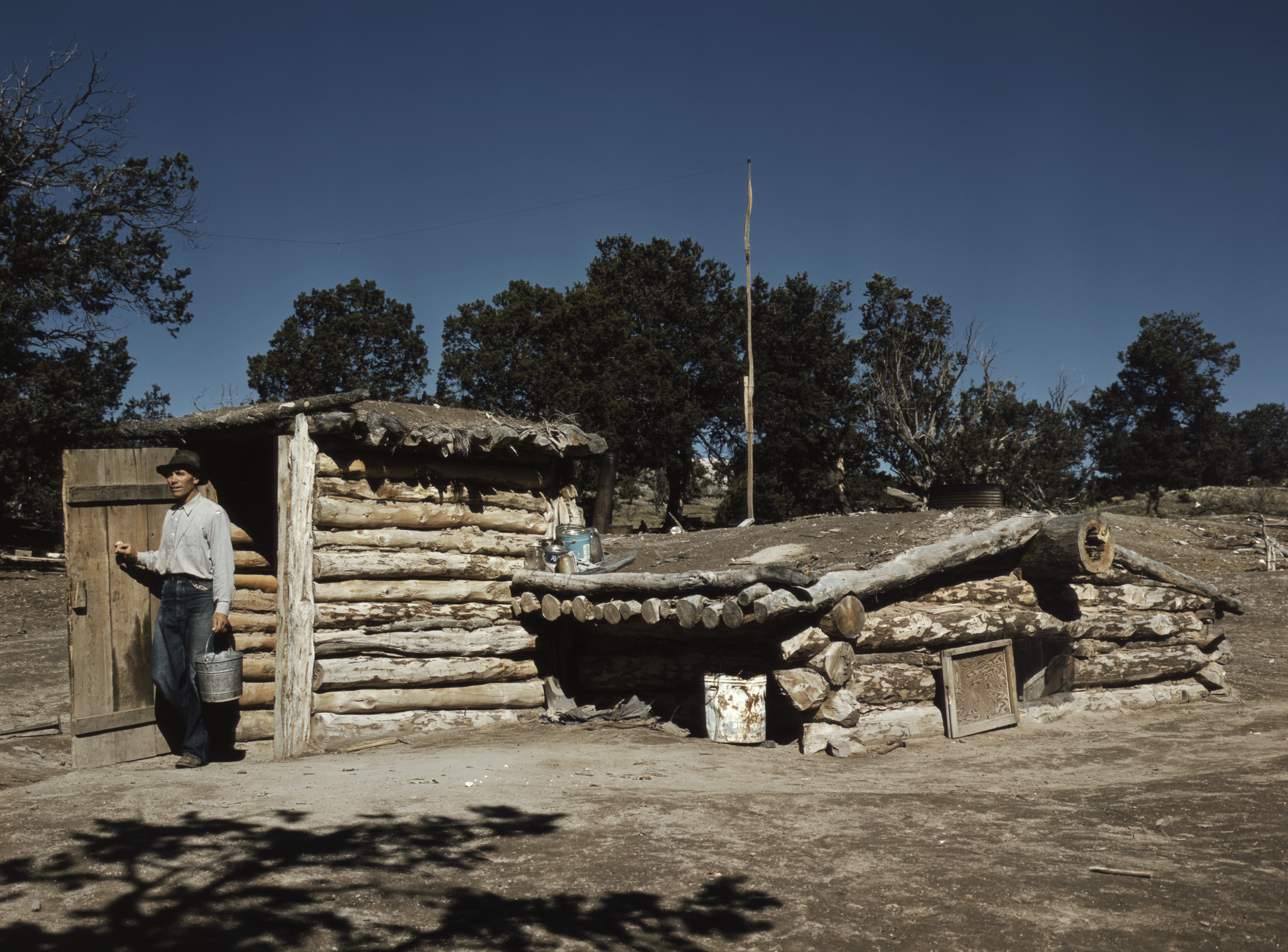
米国・ニューメキシコ州 パイタウン近く、1940年

ダッグ・アウト（英語:Dugout, Dug-out）は、人や家畜のための避難所（シェルター）で、くぼみや地面に掘った穴に基づくものである。ダッグ・アウトは、地面を掘って平らな屋根で覆ったもの、山腹を掘ったものがある。半凹型にすることもできる。これらの構造物は、考古学者に知られている最も古いタイプの人の住居の1つであり、この手法は現代の「アースシェルター(英語版)」技術に進化した。
ダッグ・アウトは、特定の活動を補助するために建設された一時的なシェルターでもある。例えば戦争中のシェルター、狩猟中のシェルターなど。

## 東アジア

### 中国
中国北部、特に黄土高原では、丘の中腹に掘られた窰洞と呼ばれる洞窟が古くから伝統的な住居であった。窰洞は湿気が溜まりやすいものの、冬は暖房がほとんど必要なく、夏は冷房が不要であるという利点がある。1964年の時点では約1千万人の人々が窰洞を住居として利用していた。

### 日本
日本の竪穴建物は後期旧石器時代末ごろから徐々に造られ始めたと考えられており、縄文時代には盛んに造られるようになり、弥生時代以降にも引き継がれた。

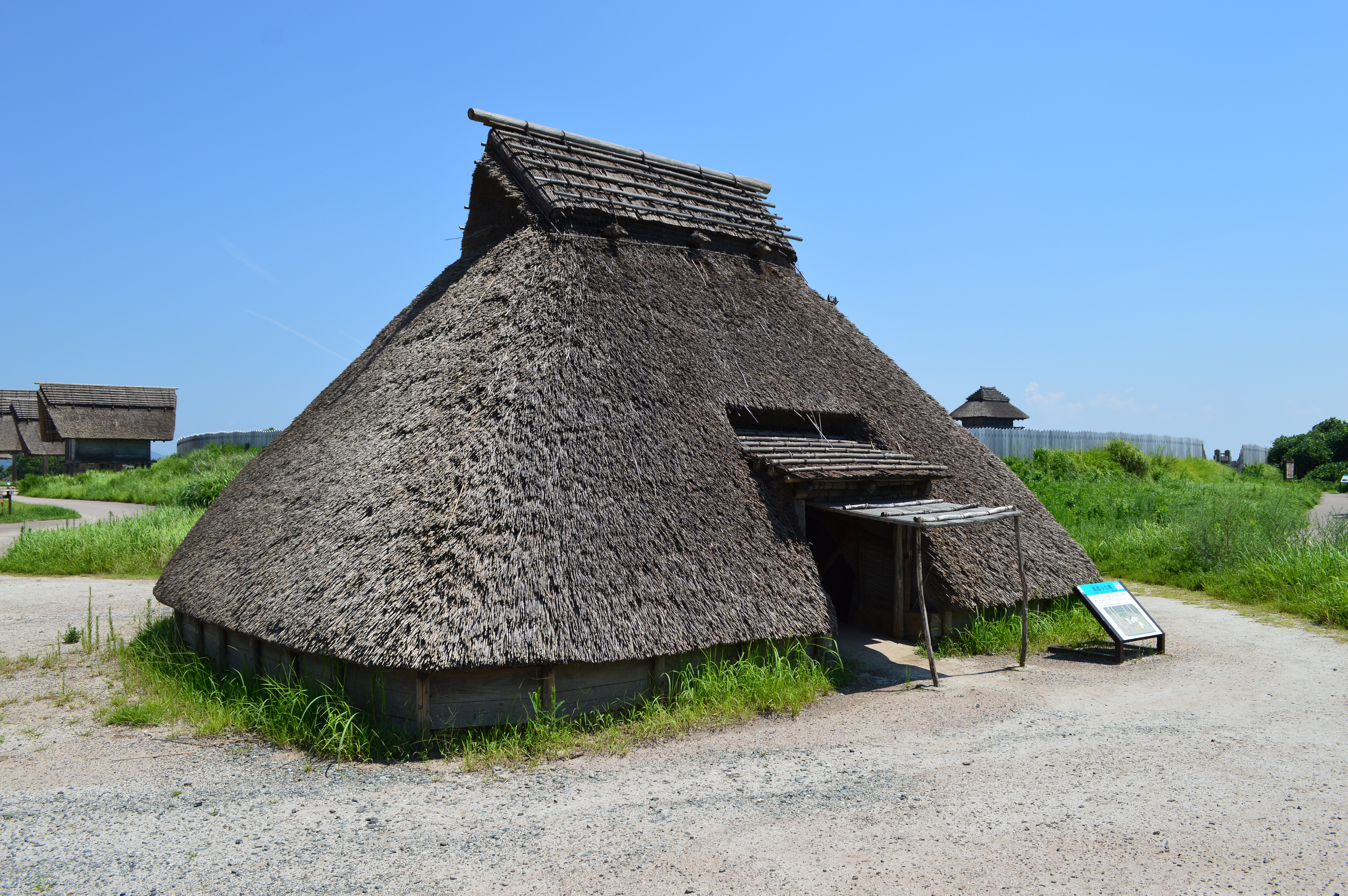
竪穴建物（復元、吉野ヶ里遺跡）

### オーストラリア

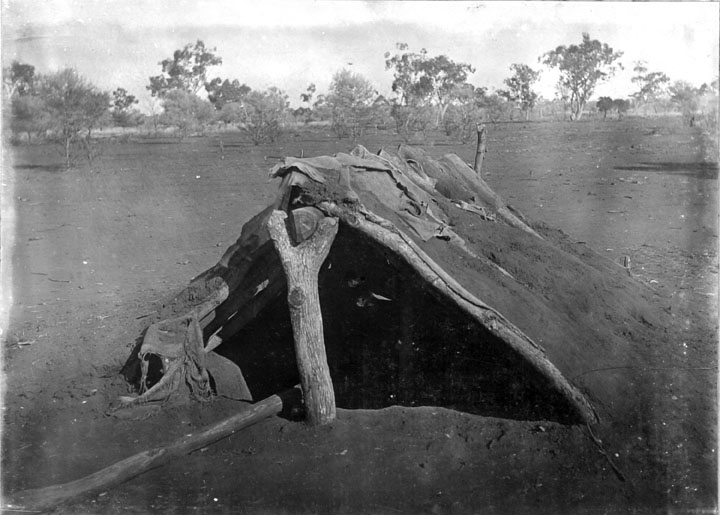
クイーンズランド州カナマラにあるオーストラリア先住民のダッグ・アウト（1910年頃）

## ヨーロッパ

### イタリア
1993年に世界遺産に登録されたマテーラの洞窟住居が有名である。

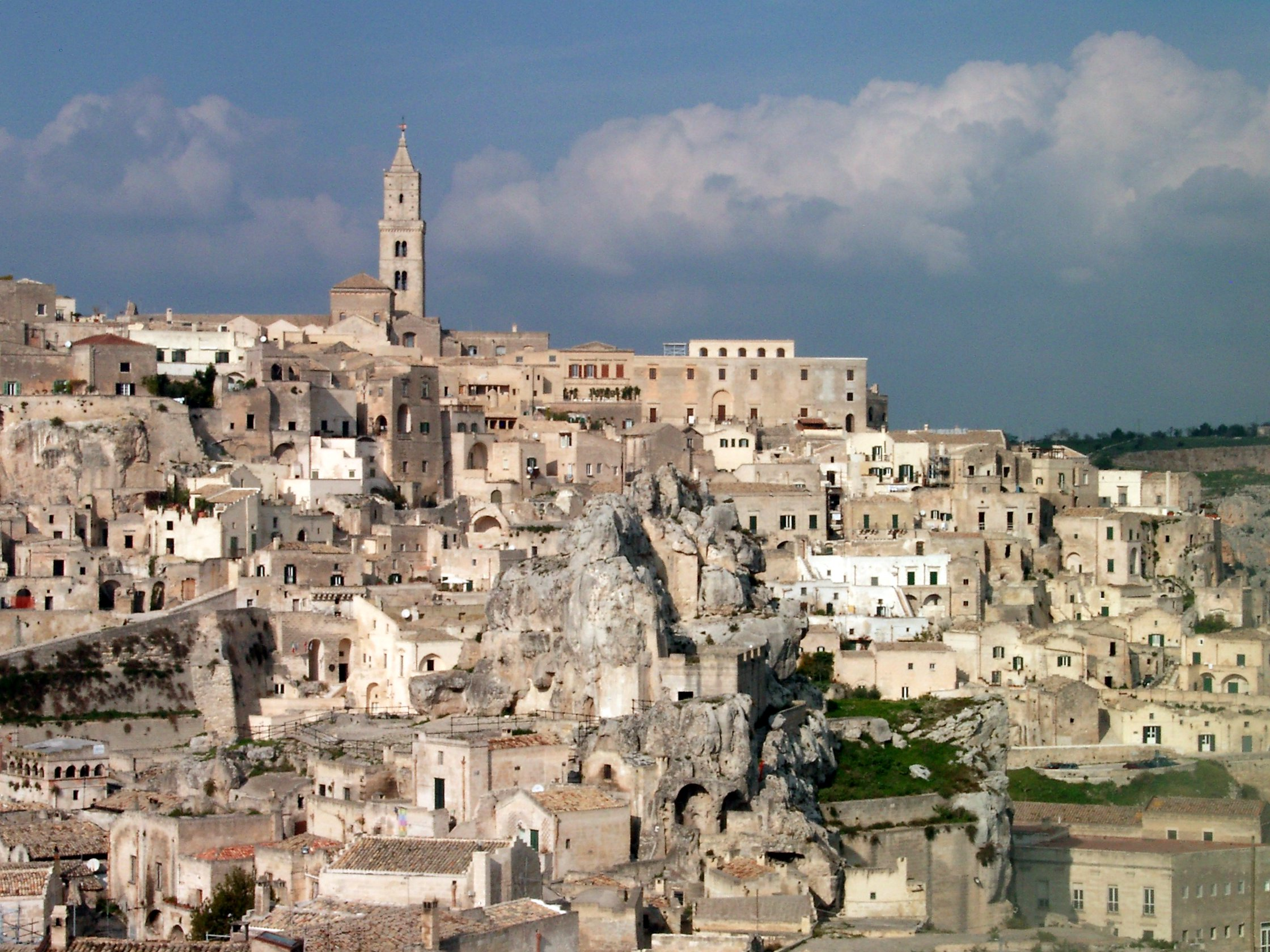

### ブルデイ

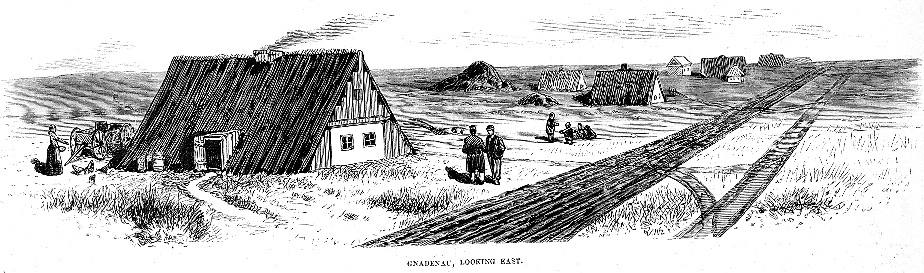
カンザス州グナデナウ村にあるメノナイトのブルデイ（フランクレスリーのイラスト付き新聞1875年3月20日）